# دانيال هوغو
دانيال هوغو (بالإنجليزية: Daniel Hugo)‏ هو شاعر جنوب أفريقي، ولد في 26 فبراير 1955.

## وصلات خارجية
- دانيال هوغو على موقع ميوزك برينز (الإنجليزية)